# 岐阜県道329号美並和良明宝線
岐阜県道329号美並和良明宝線（ぎふけんどう329ごう みなみわらめいほうせん）は、岐阜県郡上市内を通る一般県道である。

## 概要
起点となる郡上市美並町から同市八幡町南東部、同市和良町を経由して終点の郡上市明宝に至る道路である。
当路線の認定と同時に廃止された一般県道鹿倉白山線からほとんどの区間を継承しているが、起点から終点の方向は県道323号（起点：郡上市和良町、終点：同市美並町）から逆転している。

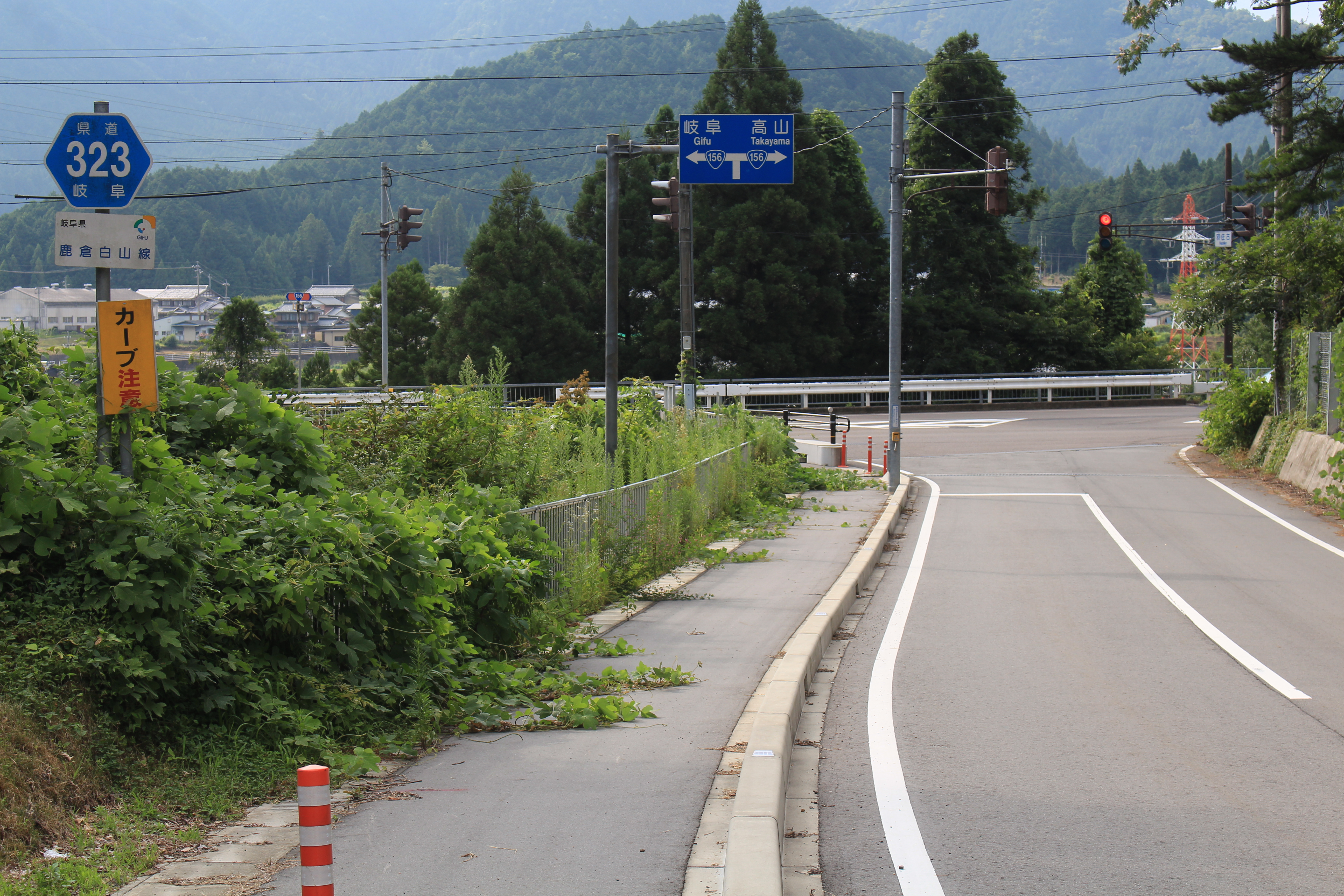
起点の「羽佐古」交差点（鹿倉白山線時代、郡上市美並町白山）

### 路線データ
- 起点：岐阜県郡上市美並町[1]白山（羽佐古交差点=国道156号交点）
- 終点：岐阜県郡上市明宝[1]畑佐（岐阜県道86号金山明宝線交点）
- 主な経由地：岐阜県郡上市和良町[1]
- 路線延長：31.217 km[1]

## 沿革

### 年表
- 2021年（令和3年）10月27日：認定、区域決定および供用開始[1]
岐阜県道86号金山明宝線のめいほうトンネル開通に伴い、トンネル西側で接続するふるさと林道和良・明宝線を県道に認定した。同日に岐阜県道323号鹿倉白山線を廃止し、県道323号のほぼ全区間とふるさと林道和良・明宝線が県道329号美並和良明宝線として区域決定された。また、当県道の郡上市和良町宮地 - 同市明宝畑佐間の東側（郡上市和良町安郷野 - 同市明宝畑佐（小川峠）間）を通る岐阜県道322号畑佐和良線も同日に廃止された。

## 路線状況

### 重複区間
- 岐阜県道63号美濃加茂和良線（郡上市八幡町野々倉 - 同市和良町三庫）
- 国道256号（郡上市和良町三庫 - 同市和良町宮地）

### 道路施設
- 道の駅和良（郡上市和良町宮地：国道256号重複区間上）
- 相谷トンネル（郡上市和良町鹿倉 - 同市明宝畑佐）

## 地理

### 通過する自治体
- 岐阜県
  - 郡上市

### 接続する道路
- 国道156号（郡上市美並町白山：羽佐古交差点）
- 岐阜県道63号美濃加茂和良線（郡上市八幡町野々倉）
- 国道256号（郡上市和良町三庫、同市和良町宮地）
- 岐阜県道86号金山明宝線（郡上市明宝畑佐）

### 主な峠
- 大峠（郡上市美並町白山 - 同市八幡町野々倉）

### 周辺
- 東海北陸自動車道 美並インターチェンジ
- 長良川鉄道越美南線 赤池駅
- 美濃東部広域農道